# Arctia bipunctata
Arctia bipunctata là một loài bướm đêm thuộc phân họ Arctiinae, họ Erebidae.